# Садлінкі
Садлінкі (пол. Sadlinki, нім. Sedlinen) — село в Польщі, у гміні Садлінки Квідзинського повіту Поморського воєводства.
Населення — 2000 осіб (2011).
У 1975-1998 роках село належало до Ельблонзького воєводства.

## Демографія
Демографічна структура станом на 31 березня 2011 року:
|          | Загалом | Допрацездатний вік | Працездатний вік | Постпрацездатний вік |
| -------- | ------- | ------------------ | ---------------- | -------------------- |
| Чоловіки | 997     | 269                | 680              | 48                   |
| Жінки    | 1003    | 272                | 624              | 107                  |
| Разом    | 2000    | 541                | 1304             | 155                  |